# Élections municipales de 2026 dans l'Aisne
Pour un article plus général, voir Élections municipales françaises de 2026.
Les élections municipales de 2026 dans l'Aisne sont prévues en mars 2026. Elles renouvelleront l'intégralité des maires et conseillers municipaux du département de l'Aisne.

## Résultats à l'échelle du département

### Maires sortants et maires élus
| Commune                  | Population (en 2022) | Maire sortant(e)          | Parti | Parti | Maire élu(e) | Parti | Parti |
| ------------------------ | -------------------- | ------------------------- | ----- | ----- | ------------ | ----- | ----- |
| Anizy-le-Grand           | 2 510                | Ambroise Centonze-Sandras |       | HOR   |              |       |       |
| Athies-sous-Laon         | 2 600                | Yves Brun                 |       | MRC   |              |       |       |
| Beautor                  | 2 625                | Jacky Goarin              |       | SE    |              |       |       |
| Belleu                   | 3 624                | Philippe Montaron         |       | DVG   |              |       |       |
| Bohain-en-Vermandois     | 5 724                | Yann Rojo                 |       | PCF   |              |       |       |
| Chauny                   | 11 456               | Emmanuel Liévin           |       | HOR   |              |       |       |
| Charly-sur-Marne         | 2 584                | Patricia Planson          |       | SE    |              |       |       |
| Château-Thierry          | 15 068               | Sébastien Eugène          |       | PRV   |              |       |       |
| Crouy                    | 3 041                | Claude Platrier           |       | DVG   |              |       |       |
| Essômes-sur-Marne        | 2 698                | Jean-Paul Bergault        |       | SE    |              |       |       |
| La Fère                  | 2 860                | Marie-Noëlle Vilain       |       | SE    |              |       |       |
| Fère-en-Tardenois        | 2 881                | Jean-Paul Roseleux        |       | DVD   |              |       |       |
| Fresnoy-le-Grand         | 2 915                | Éric Denis                |       | SE    |              |       |       |
| Gauchy                   | 5 197                | Jean-Marc Weber           |       | HOR   |              |       |       |
| Guise                    | 4 510                | Hugues Cochet             |       | DVG   |              |       |       |
| Hirson                   | 8 565                | Jean-Jacques Thomas       |       | PS    |              |       |       |
| Laon                     | 24 066               | Éric Delhaye              |       | HOR   |              |       |       |
| Saint-Michel             | 3 222                | Thierry Verdavaine        |       | DVG   |              |       |       |
| Saint-Quentin            | 52 995               | Frédérique Macarez        |       | LR    |              |       |       |
| Soissons                 | 28 667               | Alain Crémont             |       | DVD   |              |       |       |
| Tergnier                 | 13 261               | Michel Carreau            |       | PCF   |              |       |       |
| Vervins                  | 2 574                | Jean-Marc Prince          |       | SE    |              |       |       |
| Villeneuve-sur-Aisne     | 2 788                | Philippe Timmerman        |       | DVD   |              |       |       |
| Villeneuve-Saint-Germain | 2 585                | Alex Désumeur             |       | DVD   |              |       |       |
| Villers-Cotterêts        | 10 376               | Franck Briffaut           |       | RN    |              |       |       |

### Résultats en nombre de maires
| Partis               | Partis                           | Maires sortants | Maires élus | Évolution |
| -------------------- | -------------------------------- | --------------- | ----------- | --------- |
|                      | Divers gauche                    | 4               |             |           |
|                      | Parti communiste français        | 2               |             |           |
|                      | Mouvement républicain et citoyen | 1               |             |           |
|                      | Parti socialiste                 | 1               |             |           |
| Total gauche         | Total gauche                     | 8               |             |           |
|                      | Horizons                         | 4               |             |           |
|                      | Parti radical                    | 1               |             |           |
| Total centre         | Total centre                     | 5               |             |           |
|                      | Divers droite                    | 4               |             |           |
|                      | Les Républicains                 | 1               |             |           |
| Total droite         | Total droite                     | 5               |             |           |
|                      | Rassemblement national           | 1               |             |           |
| Total extrême droite | Total extrême droite             | 1               |             |           |
|                      | Sans étiquette                   | 6               |             |           |
| Total                | Total                            | 25              | 25          | -         |

### Résultats par nuances
| Nuance | Nuance | Nuance | Premier tour | Premier tour | Premier tour | Second tour | Second tour | Second tour | Total sièges | Total sièges | Total sièges | Total sièges |
| Nuance | Nuance | Nuance | Voix         | %            | Sièges       | Voix        | %           | Sièges      | CM           | %            | CC           | %            |
| ------ | ------ | ------ | ------------ | ------------ | ------------ | ----------- | ----------- | ----------- | ------------ | ------------ | ------------ | ------------ |
|        |        |        |              |              |              |             |             |             |              |              |              |              |
| Total  | Total  | Total  |              | 100          |              |             | 100         |             |              | 100          |              | 100          |

### Taux de participation
| Taux de participation | 1er tour | Différence avec 2020 | 2d tour | Différence avec 2020 | Différence entre les deux tours |
| --------------------- | -------- | -------------------- | ------- | -------------------- | ------------------------------- |
| À 12 h                |          |                      |         |                      |                                 |
| À 17 h                |          |                      |         |                      |                                 |
| Final                 |          |                      |         |                      |                                 |

## Résultats dans les communes de plus de 2 500 habitants

### Anizy-le-Grand
- Maire sortant : Ambroise Centonze-Sandras (HOR)
- 23 sièges à pourvoir au conseil municipal (population légale 2022 : 2 510 habitants)
- 7 sièges à pourvoir au conseil communautaire (CC Picardie des Châteuax)

| Tête de liste | Tête de liste | Parti(s) | Nuance | Premier tour | Premier tour | Second tour | Second tour | Sièges | Sièges |
| Tête de liste | Tête de liste | Parti(s) | Nuance | Voix         | %            | Voix        | %           | CM     | CC     |
| ------------- | ------------- | -------- | ------ | ------------ | ------------ | ----------- | ----------- | ------ | ------ |

### Athies-sous-Laon
- Maire sortant : Yves Brun (MRC)
- 23 sièges à pourvoir au conseil municipal (population légale 2022 : 2 600 habitants)
- 2 sièges à pourvoir au conseil communautaire (CA du Pays de Laon)

| Tête de liste | Tête de liste | Parti(s) | Nuance | Premier tour | Premier tour | Second tour | Second tour | Sièges | Sièges |
| Tête de liste | Tête de liste | Parti(s) | Nuance | Voix         | %            | Voix        | %           | CM     | CC     |
| ------------- | ------------- | -------- | ------ | ------------ | ------------ | ----------- | ----------- | ------ | ------ |

### Beautor
- Maire sortant : Jacky Goarin (SE)
- 23 sièges à pourvoir au conseil municipal (population légale 2022 : 2 625 habitants)
- 3 sièges à pourvoir au conseil communautaire (CA Chauny-Tergnier-La Fère)

| Tête de liste | Tête de liste | Parti(s) | Nuance | Premier tour | Premier tour | Second tour | Second tour | Sièges | Sièges |
| Tête de liste | Tête de liste | Parti(s) | Nuance | Voix         | %            | Voix        | %           | CM     | CC     |
| ------------- | ------------- | -------- | ------ | ------------ | ------------ | ----------- | ----------- | ------ | ------ |

### Belleu
- Maire sortant : Philippe Montaron (DVG)
- 27 sièges à pourvoir au conseil municipal (population légale 2022 : 3 624 habitants)
- 4 sièges à pourvoir au conseil communautaire (GrandSoissons Agglomération)

| Tête de liste | Tête de liste | Parti(s) | Nuance | Premier tour | Premier tour | Second tour | Second tour | Sièges | Sièges |
| Tête de liste | Tête de liste | Parti(s) | Nuance | Voix         | %            | Voix        | %           | CM     | CC     |
| ------------- | ------------- | -------- | ------ | ------------ | ------------ | ----------- | ----------- | ------ | ------ |

### Bohain-en-Vermandois
- Maire sortant : Yann Rojo (PCF)
- 29 sièges à pourvoir au conseil municipal (population légale 2022 : 5 724 habitants)
- 10 sièges à pourvoir au conseil communautaire (CC du Pays du Vermandois)

| Tête de liste | Tête de liste | Parti(s) | Nuance | Premier tour | Premier tour | Second tour | Second tour | Sièges | Sièges |
| Tête de liste | Tête de liste | Parti(s) | Nuance | Voix         | %            | Voix        | %           | CM     | CC     |
| ------------- | ------------- | -------- | ------ | ------------ | ------------ | ----------- | ----------- | ------ | ------ |

### Chauny
- Maire sortant : Emmanuel Liévin (HOR)
- 33 sièges à pourvoir au conseil municipal (population légale 2022 : 11 456 habitants)
- 14 sièges à pourvoir au conseil communautaire (CA Chauny-Tergnier-La Fère)

| Tête de liste            | Tête de liste    | Parti(s) | Nuance | Premier tour | Premier tour | Second tour | Second tour | Sièges | Sièges |
| Tête de liste            | Tête de liste    | Parti(s) | Nuance | Voix         | %            | Voix        | %           | CM     | CC     |
| ------------------------ | ---------------- | -------- | ------ | ------------ | ------------ | ----------- | ----------- | ------ | ------ |
|                          | Emmanuel Liévin, | HOR      |        |              |              |             |             |        |        |
|                          |                  |          |        |              |              |             |             |        |        |
| Exprimés                 |                  |          |        |              |              |             |             |        |        |
| Votes blancs             |                  |          |        |              |              |             |             |        |        |
| Votes nuls               |                  |          |        |              |              |             |             |        |        |
| Total                    | Total            | Total    | Total  |              | 100          |             | 100         | 33     | 14     |
| Absentions               |                  |          |        |              |              |             |             |        |        |
| Inscrits / participation |                  |          |        |              |              |             |             |        |        |

### Charly-sur-Marne
- Maire sortante : Patricia Planson (SE)
- 23 sièges à pourvoir au conseil municipal (population légale 2022 : 2 584 habitants)
- 6 sièges à pourvoir au conseil communautaire (CC du Canton de Charly-sur-Marne)

| Tête de liste | Tête de liste | Parti(s) | Nuance | Premier tour | Premier tour | Second tour | Second tour | Sièges | Sièges |
| Tête de liste | Tête de liste | Parti(s) | Nuance | Voix         | %            | Voix        | %           | CM     | CC     |
| ------------- | ------------- | -------- | ------ | ------------ | ------------ | ----------- | ----------- | ------ | ------ |

### Château-Thierry
- Maire sortant : Sébastien Eugène (PRV)
- 33 sièges à pourvoir au conseil municipal (population légale 2022 : 15 068 habitants)
- 24 sièges à pourvoir au conseil communautaire (CA de la Région de Château-Thoerry)

| Tête de liste | Tête de liste | Parti(s) | Nuance | Premier tour | Premier tour | Second tour | Second tour | Sièges | Sièges |
| Tête de liste | Tête de liste | Parti(s) | Nuance | Voix         | %            | Voix        | %           | CM     | CC     |
| ------------- | ------------- | -------- | ------ | ------------ | ------------ | ----------- | ----------- | ------ | ------ |

### Crouy
- Maire sortant : Claude Platrier (DVG)
- 23 sièges à pourvoir au conseil municipal (population légale 2022 : 3 041 habitants)
- 3 sièges à pourvoir au conseil communautaire (GrandSoissons Agglomération)

| Tête de liste | Tête de liste | Parti(s) | Nuance | Premier tour | Premier tour | Second tour | Second tour | Sièges | Sièges |
| Tête de liste | Tête de liste | Parti(s) | Nuance | Voix         | %            | Voix        | %           | CM     | CC     |
| ------------- | ------------- | -------- | ------ | ------------ | ------------ | ----------- | ----------- | ------ | ------ |

### Essômes-sur-Marne
- Maire sortant : Jean-Paul Bergault (SE)
- 23 sièges à pourvoir au conseil municipal (population légale 2022 : 2 698 habitants)
- 4 sièges à pourvoir au conseil communautaire (CA de la Région de Château-Thierry)

| Tête de liste | Tête de liste | Parti(s) | Nuance | Premier tour | Premier tour | Second tour | Second tour | Sièges | Sièges |
| Tête de liste | Tête de liste | Parti(s) | Nuance | Voix         | %            | Voix        | %           | CM     | CC     |
| ------------- | ------------- | -------- | ------ | ------------ | ------------ | ----------- | ----------- | ------ | ------ |

### La Fère
- Maire sortante : Marie-Noëlle Vilain (SE)
- 23 sièges à pourvoir au conseil municipal (population légale 2022 : 2 860 habitants)
- 3 sièges à pourvoir au conseil communautaire (CA Chauny-Tergnier-La Fère)

| Tête de liste | Tête de liste | Parti(s) | Nuance | Premier tour | Premier tour | Second tour | Second tour | Sièges | Sièges |
| Tête de liste | Tête de liste | Parti(s) | Nuance | Voix         | %            | Voix        | %           | CM     | CC     |
| ------------- | ------------- | -------- | ------ | ------------ | ------------ | ----------- | ----------- | ------ | ------ |

### Fère-en-Tardenois
- Maire sortant : Jean-Paul Roseleux (DVD), ne se représente pas[3]
- 23 sièges à pourvoir au conseil municipal (population légale 2022 : 2 881 habitants)
- 5 sièges à pourvoir au conseil communautaire (CA de la Région de Château-Thierry)

| Tête de liste | Tête de liste | Parti(s) | Nuance | Premier tour | Premier tour | Second tour | Second tour | Sièges | Sièges |
| Tête de liste | Tête de liste | Parti(s) | Nuance | Voix         | %            | Voix        | %           | CM     | CC     |
| ------------- | ------------- | -------- | ------ | ------------ | ------------ | ----------- | ----------- | ------ | ------ |

### Fresnoy-le-Grand
- Maire sortant : Éric Denis (SE)
- 23 sièges à pourvoir au conseil municipal (population légale 2022 : 2 915 habitants)
- 5 sièges à pourvoir au conseil communautaire (CC du Pays du Vermandois)

| Tête de liste | Tête de liste | Parti(s) | Nuance | Premier tour | Premier tour | Second tour | Second tour | Sièges | Sièges |
| Tête de liste | Tête de liste | Parti(s) | Nuance | Voix         | %            | Voix        | %           | CM     | CC     |
| ------------- | ------------- | -------- | ------ | ------------ | ------------ | ----------- | ----------- | ------ | ------ |

### Gauchy
- Maire sortant : Jean-Marc Weber (HOR)
- 29 sièges à pourvoir au conseil municipal (population légale 2022 : 5 197 habitants)
- 3 sièges à pourvoir au conseil communautaire (CA du Saint-Quentinois)

| Tête de liste | Tête de liste | Parti(s) | Nuance | Premier tour | Premier tour | Second tour | Second tour | Sièges | Sièges |
| Tête de liste | Tête de liste | Parti(s) | Nuance | Voix         | %            | Voix        | %           | CM     | CC     |
| ------------- | ------------- | -------- | ------ | ------------ | ------------ | ----------- | ----------- | ------ | ------ |

### Guise
- Maire sortant : Hugues Cochet (DVG)
- 27 sièges à pourvoir au conseil municipal (population légale 2022 : 4 510 habitants)
- 15 sièges à pourvoir au conseil communautaire (CC Thiérache Sambre et Oise)

| Tête de liste | Tête de liste | Parti(s) | Nuance | Premier tour | Premier tour | Second tour | Second tour | Sièges | Sièges |
| Tête de liste | Tête de liste | Parti(s) | Nuance | Voix         | %            | Voix        | %           | CM     | CC     |
| ------------- | ------------- | -------- | ------ | ------------ | ------------ | ----------- | ----------- | ------ | ------ |

### Hirson
- Maire sortant : Jean-Jacques Thomas (PS)
- 29 sièges à pourvoir au conseil municipal (population légale 2022 : 8 565 habitants)
- 18 sièges à pourvoir au conseil communautaire (CC des Trois Rivières)

| Tête de liste | Tête de liste | Parti(s) | Nuance | Premier tour | Premier tour | Second tour | Second tour | Sièges | Sièges |
| Tête de liste | Tête de liste | Parti(s) | Nuance | Voix         | %            | Voix        | %           | CM     | CC     |
| ------------- | ------------- | -------- | ------ | ------------ | ------------ | ----------- | ----------- | ------ | ------ |

### Laon
- Maire sortant : Éric Delhaye (HOR)
- 35 sièges à pourvoir au conseil municipal (population légale 2022 : 24 066 habitants)
- 18 sièges à pourvoir au conseil communautaire (CA du Pays de Laon)

| Tête de liste            | Tête de liste  | Parti(s) | Nuance | Premier tour | Premier tour | Second tour | Second tour | Sièges | Sièges |
| Tête de liste            | Tête de liste  | Parti(s) | Nuance | Voix         | %            | Voix        | %           | CM     | CC     |
| ------------------------ | -------------- | -------- | ------ | ------------ | ------------ | ----------- | ----------- | ------ | ------ |
|                          | Éric Delhaye,  | HOR      |        |              |              |             |             |        |        |
|                          | Emmanuel Cervi | RN       |        |              |              |             |             |        |        |
|                          |                |          |        |              |              |             |             |        |        |
| Exprimés                 |                |          |        |              |              |             |             |        |        |
| Votes blancs             |                |          |        |              |              |             |             |        |        |
| Votes nuls               |                |          |        |              |              |             |             |        |        |
| Total                    | Total          | Total    | Total  |              | 100          |             | 100         | 35     | 18     |
| Absentions               |                |          |        |              |              |             |             |        |        |
| Inscrits / participation |                |          |        |              |              |             |             |        |        |

### Saint-Michel
- Maire sortant : Thierry Verdavaine (DVG)
- 23 sièges à pourvoir au conseil municipal (population légale 2022 : 3 222 habitants)
- 7 sièges à pourvoir au conseil communautaire (CC des Trois Rivières)

| Tête de liste | Tête de liste | Parti(s) | Nuance | Premier tour | Premier tour | Second tour | Second tour | Sièges | Sièges |
| Tête de liste | Tête de liste | Parti(s) | Nuance | Voix         | %            | Voix        | %           | CM     | CC     |
| ------------- | ------------- | -------- | ------ | ------------ | ------------ | ----------- | ----------- | ------ | ------ |

### Saint-Quentin
- Maire sortante : Frédérique Macarez (LR)
- 45 sièges à pourvoir au conseil municipal (population légale 2022 : 52 995 habitants)
- 36 sièges à pourvoir au conseil communautaire (CA du Saint-Quentinois)

| Tête de liste            | Tête de liste       | Parti(s) | Nuance | Premier tour | Premier tour | Second tour | Second tour | Sièges | Sièges |
| Tête de liste            | Tête de liste       | Parti(s) | Nuance | Voix         | %            | Voix        | %           | CM     | CC     |
| ------------------------ | ------------------- | -------- | ------ | ------------ | ------------ | ----------- | ----------- | ------ | ------ |
|                          | Frédérique Macarez, | LR       |        |              |              |             |             |        |        |
|                          |                     |          |        |              |              |             |             |        |        |
| Exprimés                 |                     |          |        |              |              |             |             |        |        |
| Votes blancs             |                     |          |        |              |              |             |             |        |        |
| Votes nuls               |                     |          |        |              |              |             |             |        |        |
| Total                    | Total               | Total    | Total  |              | 100          |             | 100         | 45     | 36     |
| Absentions               |                     |          |        |              |              |             |             |        |        |
| Inscrits / participation |                     |          |        |              |              |             |             |        |        |

### Soissons
- Maire sortant : Alain Crémont (DVD)
- 35 sièges à pourvoir au conseil municipal (population légale 2022 : 28 667 habitants)
- 31 sièges à pourvoir au conseil communautaire (GrandSoissons Agglomération)

| Tête de liste | Tête de liste | Parti(s) | Nuance | Premier tour | Premier tour | Second tour | Second tour | Sièges | Sièges |
| Tête de liste | Tête de liste | Parti(s) | Nuance | Voix         | %            | Voix        | %           | CM     | CC     |
| ------------- | ------------- | -------- | ------ | ------------ | ------------ | ----------- | ----------- | ------ | ------ |

### Tergnier
- Maire sortant : Michel Carreau (PCF), ne se représente pas[2].
- 33 sièges à pourvoir au conseil municipal (population légale 2022 : 13 261 habitants)
- 16 sièges à pourvoir au conseil communautaire (CA Chauny-Tergnier-La Fère)

| Tête de liste | Tête de liste | Parti(s) | Nuance | Premier tour | Premier tour | Second tour | Second tour | Sièges | Sièges |
| Tête de liste | Tête de liste | Parti(s) | Nuance | Voix         | %            | Voix        | %           | CM     | CC     |
| ------------- | ------------- | -------- | ------ | ------------ | ------------ | ----------- | ----------- | ------ | ------ |

### Vervins
- Maire sortant : Jean-Marc Prince (SE)
- 23 sièges à pourvoir au conseil municipal (population légale 2022 : 2 574 habitants)
- 6 sièges à pourvoir au conseil communautaire (CC de la Thiérache du Centre)

| Tête de liste | Tête de liste | Parti(s) | Nuance | Premier tour | Premier tour | Second tour | Second tour | Sièges | Sièges |
| Tête de liste | Tête de liste | Parti(s) | Nuance | Voix         | %            | Voix        | %           | CM     | CC     |
| ------------- | ------------- | -------- | ------ | ------------ | ------------ | ----------- | ----------- | ------ | ------ |

### Villeneuve-sur-Aisne
- Maire sortant : Philippe Timmerman (DVD)
- 23 sièges à pourvoir au conseil municipal (population légale 2022 : 2 788 habitants)
- 7 sièges à pourvoir au conseil communautaire (CC de la Champagne Picarde)

| Tête de liste | Tête de liste | Parti(s) | Nuance | Premier tour | Premier tour | Second tour | Second tour | Sièges | Sièges |
| Tête de liste | Tête de liste | Parti(s) | Nuance | Voix         | %            | Voix        | %           | CM     | CC     |
| ------------- | ------------- | -------- | ------ | ------------ | ------------ | ----------- | ----------- | ------ | ------ |

### Villeneuve-Saint-Germain
- Maire sortant : Alex Désumeur (DVD)
- 23 sièges à pourvoir au conseil municipal (population légale 2022 : 2 585 habitants)
- 2 sièges à pourvoir au conseil communautaire (GrandSoissons Agglomération)

| Tête de liste | Tête de liste | Parti(s) | Nuance | Premier tour | Premier tour | Second tour | Second tour | Sièges | Sièges |
| Tête de liste | Tête de liste | Parti(s) | Nuance | Voix         | %            | Voix        | %           | CM     | CC     |
| ------------- | ------------- | -------- | ------ | ------------ | ------------ | ----------- | ----------- | ------ | ------ |

### Villers-Cotterêts
- Maire sortant : Franck Briffaut (RN)
- 33 sièges à pourvoir au conseil municipal (population légale 2022 : 10 376 habitants)
- 23 sièges à pourvoir au conseil communautaire (CC Retz-en-Valois)

| Tête de liste | Tête de liste | Parti(s) | Nuance | Premier tour | Premier tour | Second tour | Second tour | Sièges | Sièges |
| Tête de liste | Tête de liste | Parti(s) | Nuance | Voix         | %            | Voix        | %           | CM     | CC     |
| ------------- | ------------- | -------- | ------ | ------------ | ------------ | ----------- | ----------- | ------ | ------ |